# Diogo Luis Santo
Diogo Luis Santo, conosciuto semplicemente come Diogo (San Paolo, 26 maggio 1987), è un ex calciatore brasiliano, di ruolo attaccante.

## Carriera
Cresciuto nel Portuguesa, il 17 agosto 2008 la società ha accettato l'offerta dell'Olympiacos per la somma totale di 13 milioni di euro.
Il calciatore ha sottoscritto con la società greca un contratto quinquennale a 1,5 milioni di euro a stagione di ingaggio.
Il 21 gennaio 2011 passa in prestito al Santos per 400 000 dollari con diritto di riscatto del 70% del cartellino fissato a 7 milioni. Il restante 30% appartiene a Diogo stesso. Segna il suo primo gol alla sua ottava presenza, il 13 novembre nel 2-3 contro il Ceará al minuto 72.
Nel mercato invernale del 2012 fa ritorno in Grecia.

## Palmarès

### Club

#### Competizioni statali
- Campionato paulista: 1

Santos: 2011

#### Competizioni nazionali
- Campionato greco: 2

Olympiakos: 2008-2009, 2011-2012
- Coppa di Grecia: 2

Olympiakos: 2009, 2012
- Thai League: 3

Buriram United: 2017, 2018
BG Pathum Utd: 2020-2021
- Malaysia Super League: 1

Johor: 2023
- Coppa della Malaysia: 1

Johor: 2023

#### Competizioni internazionali
- Coppa Libertadores: 1

Santos: 2011

### Individuale
- Capocannoniere del campionato thailandese: 1

2018 (26 gol)